# Harald Donald Buck
Harald Donald Buck (* 19. Jahrhundert; † 20. Jahrhundert) war ein britischer Radrennfahrer.

## Sportliche Laufbahn
Buck war im Bahnradsport aktiv. Bei den Bahnradsport-Weltmeisterschaften 1905 in Antwerpen gewann er beim Sieg von Jimmy S. Benyon die Silbermedaille im Sprint der Amateure.
Über seine weiteren Lebensdaten und Erfolge ist nichts bekannt.